# Szczejkowice (przystanek kolejowy)
Szczejkowice – przystanek kolejowy w Szczejkowicach, w powiecie rybnickim, w województwie śląskim. Znajduje się na wysokości 238 m n.p.m., na terenie Parku Krajobrazowego Cysterskie Kompozycje Krajobrazowe Rud Wielkich.

## Ruch pasażerski
| Rok  | Wymiana pasażerska na dobę |
| ---- | -------------------------- |
| 2017 | 0-9                        |
| 2022 | 0-9                        |

Przystanek kolejowy został otwarty 21 listopada 1936 na linii kolejowej z Rybnika do Żor, dwa lata później przedłużonej do Pszczyny.
Posiada dwa jednokrawędziowe perony, zlokalizowane po obu stronach przejazdu kolejowo-drogowego. Budynek dworca, mieszczący również nastawnię dysponującą "Ske", znajduje się przy peronie nr 1. Posterunek jest przystosowany do prowadzenia ruchu dwukierunkowego po obu torach szlakowych, dlatego posiada cztery semafory odstępowe, poprzedzone tarczami ostrzegawczymi. Z nastawni obsługuje się również rogatki na przejeździe kolejowo-drogowym.
Przystanek jest wykorzystywany przez pociągi linii S72 (Rybnik - Bielsko-Biała) spółki Koleje Śląskie od 9 grudnia 2012, kiedy spółka ta przejęła obsługę kierunku od Polregio.